# Put
Put – postać biblijna ze Starego Testamentu. Jeden z czterech synów Chama (wnuk Noego). Pismo Święte nie wymienia imiennie żadnego z potomków Puta. Wiadomo jednak, że wspierali oni Egipt. Jeremiasz wymienia ich spośród najemników faraona Necho II w bitwie pod Karkemisz z Nabuchodonozorem II. Ezechiel wspomina o najemnikach z Put w armii Tyru oraz wejściu w skład wojska Goga z Magog symbolicznej bitwy rozstrzygniętej w Apokalipsie.